# Anexión de Bielorrusia Occidental por la Unión Soviética
La anexión de Bielorrusia Occidental por la Unión Soviética fue el proceso por el cual la URSS incorporó a su territorio las provincias habitadas por mayoría de bielorrusos étnicos; es decir, Bielostok (Białystok), Novogrúdok, (Nowogródek) y Polesia (Polesie), que hasta entonces habían sido ocupadas por Polonia. Sobre la base de una cláusula secreta del Pacto Ribbentrop-Mólotov, la Unión Soviética invadió Polonia el 17 de septiembre de 1939, capturando las provincias orientales de la Segunda República polaca. Las provincias orientales de la Polonia de entreguerras estaban habitadas por una población étnicamente mixta, aunque con polacos étnicos y judíos polacos como habitantes predominantes en las ciudades. Estas tierras forman parte ahora de la Ucrania occidental y la Bielorrusia occidental modernas.
La anexión de los territorios polacos, que se añadieron a la RSS de Bielorrusia y a la RSS de Ucrania, dio como resultado que el Estado soviético ganara cerca de 131,054 km cuadrados, aumentando su población en más de siete millones de personas.

## Historia

### Antecedentes
Durante la Primera Guerra Mundial, el Imperio ruso se derrumbó, y los bielorrusos se asentaron en el Territorio del Noroeste. Durante la subsiguiente Guerra Civil Rusa, se restableció la independencia de Polonia bajo la forma de la Segunda Mancomunidad Polaco-Lituana. 

Composición étnica de la Segunda República Polaca, con las regiones con mayoría de etnia bielorrusa en color gris.

El Estado polaco comenzó a restaurar las fronteras de la Primera Mancomunidad Polaco-Lituana, apoderándose de territorios de Ucrania, Bielorrusia y Lituania, y desarrollando una activa política de expansión al oeste de las tierras del antiguo Reino de Polonia. 
Tras la guerra soviético-polaca, según el Tratado de Riga del 18 de marzo de 1921, Bielorrusia Occidental pasó a formar parte del Estado polaco y, junto con Ucrania Occidental, a formar parte de sus "periferias orientales" (kresy wschodnie). En el marco de la política de "pacificación", las autoridades polacas aplastaron el movimiento de liberación nacional de los bielorrusos, cuya columna vertebral eran partidos y organizaciones de izquierda, algunos de los cuales (por ejemplo, el Partido Comunista de Bielorrusia Occidental) mantenían estrechos vínculos con los órganos del Partido Comunista Soviético de la RSS de Bielorrusia. Para principios de 1939, las autoridades polacas habían suprimido la última institución educativa en idioma bielorruso en la región de Bielorrusia Occidental, y antes de eso habían censurado numerosas publicaciones y organizaciones legales.

### La anexión
El 17 de septiembre de 1939, el Ejército Rojo invadió territorio polaco, actuando sobre la base de una cláusula secreta del Pacto Ribbentrop-Mólotov entre la Unión Soviética y la Alemania nazi, firmado el 25 de agosto de ese año. Más tarde, la Unión Soviética negó la existencia de este protocolo secreto, pues en sentido estricto nunca estuvo aliada con la Alemania nazi, y que actuó de forma independiente para «proteger» a las minorías ucraniana y bielorrusa en el Estado polaco en desintegración, como afirmaron los funcionarios soviéticos al embajador polaco Wacław Grzybowski;

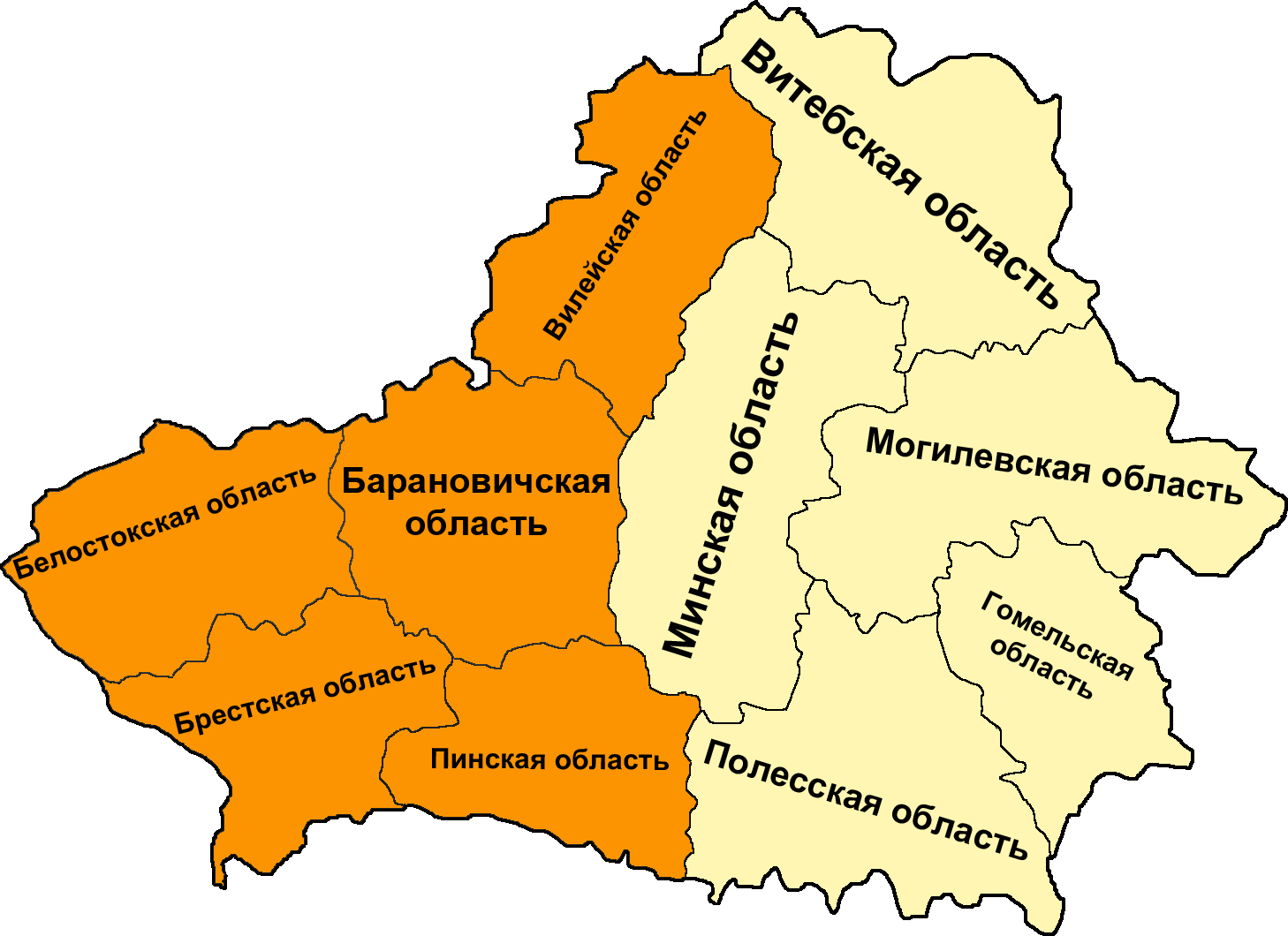
Mapa de la República Socialista Soviética de Bielorrusia, con las regiones anexadas sombreadas en color anaranjado brillante.

"El gobierno soviético tampoco puede ser indiferente ante el hecho de que los hermanos ucranianos y bielorrusos de su misma sangre, residentes en territorio polaco, se encuentren abandonados a su suerte e indefensos. Ante esta situación, el gobierno soviético ha ordenado al Mando Supremo del Ejército Rojo que ordene a las tropas cruzar la frontera y tomar bajo su protección las vidas y los bienes de la población de Ucrania y Bielorrusia occidentales."
Tras informar a Polonia y a otros países sobre la nota, el 17 de septiembre el gobierno soviético ordenó al Ejército Rojo cruzar la frontera polaca y ocupar los territorios de la "kresy" polaca: Bielorrusia Occidental y Ucrania Occidental, con el Frente Bielorruso comandado por el Komandarm Mijaíl Kovaliov ocupando rápidamente la Rutenia blanca, es decir las regiones con mayoría de bielorrusos étnicos. Estos eventos se conocen como la Campaña de Liberación del Ejército Rojo o la Campaña Polaca de 1939. Las milicias prosoviéticas organizaron manifestaciones de apoyo.

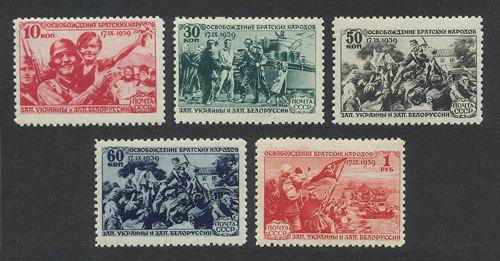
Serie de sellos postales de 1940 que conmemora la anexión de Ucrania occidental y Bielorrusia occidental.

Inmediatamente después de entrar en territorio polaco, las tropas soviéticas ayudaron a establecer «administraciones provisionales» en las ciudades y «comités campesinos» en las aldeas para organizar elecciones de lista única para la «Asamblea Popular de Bielorrusia Occidental», un órgano parlamentario provisional. Las elecciones fueron diseñadas para dar a la anexión validez. Los votantes podían elegir entre un solo candidato, a menudo un comunista local o alguien enviado a Bielorrusia occidental desde la Bielorrusia soviética, para cada puesto de diputado. Luego, los comisarios del Partido Comunista presentaron a la Asamblea resoluciones que impulsarían la nacionalización de los bancos y la industria pesada y la transferencia de tierras a las comunidades campesinas. Los soviéticos rápidamente comenzaron a confiscar, nacionalizar y redistribuir toda la propiedad polaca privada y estatal. Durante los dos años posteriores a la anexión, los soviéticos arrestaron a aproximadamente 100.000 ciudadanos polacos en todo Kresy. Debido a la falta de acceso a los archivos secretos soviéticos y bielorrusos, durante muchos años después de la guerra las estimaciones del número de ciudadanos polacos deportados a Siberia desde las zonas de Bielorrusia Occidental, así como el número de los que perecieron bajo el dominio soviético, fueron sólo estimados. En agosto de 2009, con motivo del 70.º aniversario de la invasión soviética, el prestigioso Instituto de la Memoria Nacional polaco anunció que sus investigadores habían reducido la estimación del número de personas deportadas a Siberia a 320.000 en total. Unos 150.000 ciudadanos polacos murieron bajo el dominio soviético. Las elecciones tuvieron lugar el 22 de octubre de 1939. Las cifras oficiales indicaron una participación del 93% del electorado, de los cuales el 91% apoyó a los candidatos designados. 

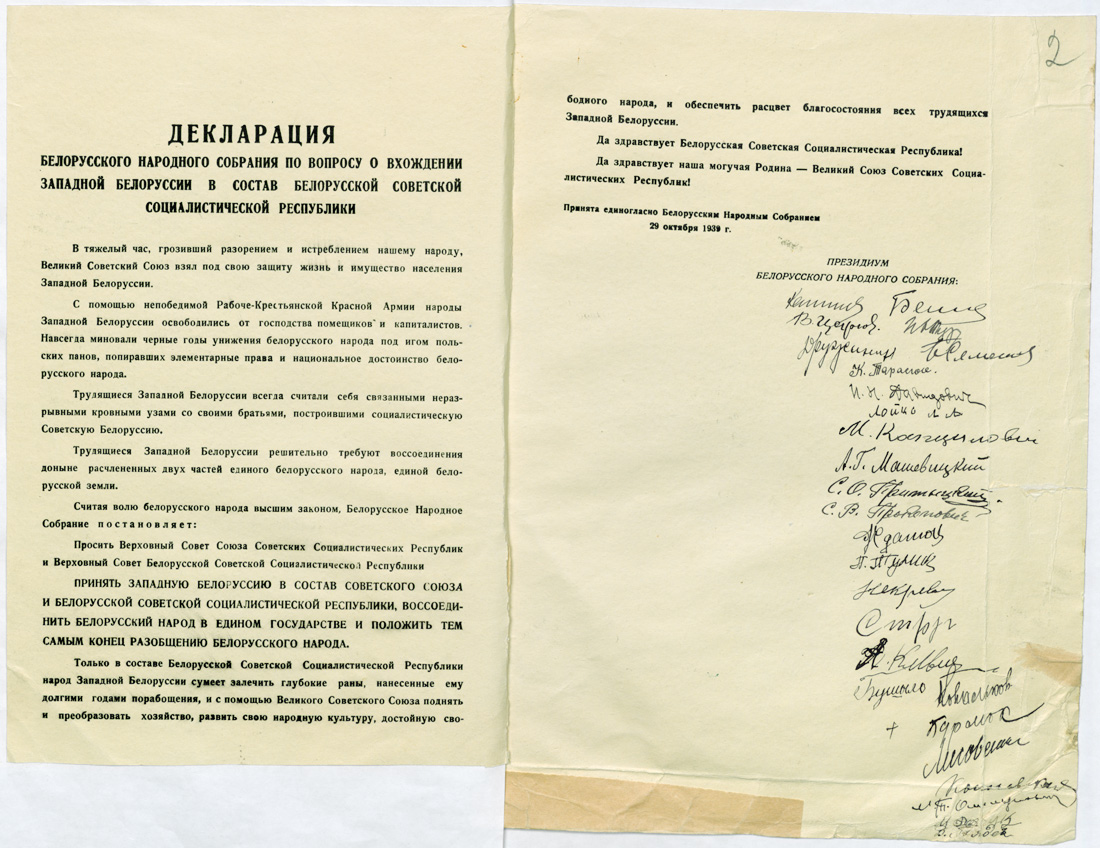
Declaración de la Asamblea Popular de Bielorrusia sobre la adhesión de Bielorrusia Occidental a la Unión Soviética, 29 de octubre de 1939.

El 30 de octubre, la sesión de la Asamblea Popular de Bielorrusia Occidental celebrada en Belastok (Białystok en polaco) decretó la decisión de unirse a la República Socialista Soviética de Bielorrusia. El 14 de noviembre, en una sesión extraordinaria del Sóviet Supremo de la Unión Soviética, se firmó la ley sobre la admisión de Bielorrusia Occidental a la República Socialista Soviética de Bielorrusia. La propaganda soviética describió la invasión soviética de Polonia como la «liberación de Bielorrusia Occidental y Ucrania Occidental». Muchos bielorrusos étnicos dieron la bienvenida a la unificación con la RSS de Bielorrusia. El 4 de diciembre de 1939, el Presídium del Sóviet Supremo de la URSS emitió un decreto sobre la nueva división administrativo-territorial de Bielorrusia Occidental, cuyo territorio ha estado representado desde entonces por los óblast de Baránovichi, Bielostok, Brest, Vileika y Pinsk. De estos, sólo el óblast de Brest ha permanecido hasta nuestros días. Como resultado de la Conferencia de Yalta, la permanencia de la mayor parte de Bielorrusia Occidental a la URSS fue ratificada, y solo una pequeña parte de la región de Bielostok fue devuelta a la ahora República Popular de Polonia.
El 24 de diciembre de 1989, el Congreso de los Diputados del Pueblo de la Unión Soviética condenó la firma del Protocolo adicional secreto del Pacto Ribbentrop-Mólotov, así como la de otros documentos secretos firmados entre la Unión Soviética y Alemania nazi aunque sin llegar a declarar como "ocupación" a la intervención militar soviética de 1940 como sí lo han calificado en Estonia, Letonia, y Lituania.